# 社会主义斗争运动

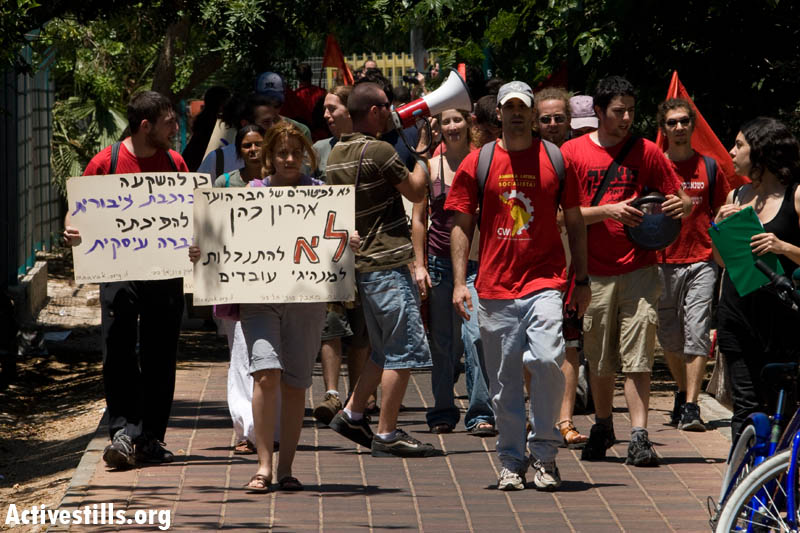
2008年，社会主义斗争运动的成员参加示威游行

社会主义斗争运动（希伯来语：תנועת מאבק סוציאליסטי；阿拉伯语：حركة النضال الاشتراكي）是以色列和巴勒斯坦的一个托洛茨基主义组织，成立于1999年，是国际社会主义替代的支部，意识形态是社会主义、马克思主义、托洛茨基主义，政治立场是极左翼。
该组织活跃于抗议资本主义和新自由主义的活动中，反对剥削工人，反对以色列对巴勒斯坦领土的占领及压迫巴勒斯坦人，反对帝国主义战争。